# Anders Hillborg
Anders Hillborg (* 31. Mai 1954 in Stockholm, Schweden) ist ein schwedischer Komponist.
Von 1976 bis 1982 studierte er Kontrapunkt, Komposition und elektronische Musik an der Musikhochschule Stockholm bei Gunnar Bucht, Lars-Erik Rosell, Arne Mellnäs und Pär Lindgren. Von Brian Ferneyhough, Gastdozent an der Musikhochschule Stockholm, bekam er wichtige Impulse für seine Kompositionsarbeit. Seit 1992 ist er Gastprofessor an der Musikhochschule Malmö.
Hillborg schrieb Werke für Symphonieorchester, Blasorchester, Chor, Kammermusik, Film- und Popmusik. 1991 bekam der den Christ Johnsons Musikpreis. Sein Werk Både Celestial Mechanics für Solostreicher und sein erstes Violinkonzert wurden beim Kompositionswettbewerb der UNESCO mit einer Empfehlung ausgestattet.

## Werke
- 2005–2006 Eleven Gates (dt. „Elf Tore“) für Orchester
- 2010 Vaporised Tivoli
- 2011 Cold Heat für Orchester (Uraufführung am 12. Januar 2011 in der Berliner Philharmonie, Auftragswerk der Stiftung Berliner Philharmoniker, der Tonhalle-Gesellschaft Zürich und des Finnish Radio Symphony Orchestra)
- 2016 Violinkonzert Nr. 2 (Auftragswerk des Gewandhausorchesters Leipzig, Stockholm Philharmonic Orchestra, Minnesota Orchestra und Seoul Philharmonic Orchestra)

### Werke für Blasorchester
- 1993 Paulinesisk procession für Pattakorgel und Symphonisches Blasorchester

## Diskographie
- Anders Hillborg: Klarinettenkonzert (2003), Liquid Marble, Violinenkonzert; ONDINE ODE 100C-2
- Anders Hillborg: Eleven Gates, Dreaming River, King Tide, Exquisite Corpse; BIS BIS-SACD-1406 (2011)

| Personendaten    | Personendaten                             |
| ---------------- | ----------------------------------------- |
| NAME             | Hillborg, Anders                          |
| KURZBESCHREIBUNG | schwedischer Komponist und Musikprofessor |
| GEBURTSDATUM     | 31. Mai 1954                              |
| GEBURTSORT       | Stockholm                                 |